# Regió de Kasai
La regió de Kasai és un territori dins de la República Democràtica del Congo, que és dividit administrativament en les províncies de Kasai Occidental i de Kasai Oriental. Comparteix el seu nom amb el Riu Kasai.
Després de la independència de la República Democràtica del Congo, es va secessionar durant un temps sota influència de Bèlgica i es convertí en regne independent. Després de l'eliminació de Patrice Lumumba, Kasai va tornar al Congo.